# 네이버 (기업)
네이버(영어: NAVER)는 대한민국의 인터넷 서비스 기업이다.

## 역사

### NHN
2000년 7월 네이버컴이 한게임커뮤니케이션을 인수합병한 후 2001년 9월 사명을 네이버컴에서 NHN으로 변경하였으며, 2013년 8월 1일 사명을 NHN에서 네이버로 변경하였다.

### Naver
1999년 6월 2일 네이버컴이 설립되었다. 2000년 7월 한게임커뮤니케이션, 원큐, 서치솔루션 등을 흡수합병하였다. 2001년 9월 상호명을 네이버컴에서 NHN으로 변경하였다.
2002년 10월 29일에 주식을 코스닥시장(KOSDAQ)에 상장하였으며, 2008년 11월 28일부터 유가증권시장(KOSPI)에 이전 상장하였다.
2013년 캠프모바일과 라인플러스를 신설하여 자회사로 편입하였으며, 일부 사업부문을 이괄하였다. 2013년 8월 1일 상호명을 NHN에서 네이버로 변경하였으며, 한게임사업부문을 인적분할하여 NHN엔터테인먼트를 신설하였다.
2014년 3월 기준 30개의 종속회사와 73개의 계열회사가 존재하며, 미국, 일본, 중국, 베트남, 싱가포르, 대만 등지에 해외법인을 두고 있다.
2014년 7월 1일 자회사 네이버비즈니스플랫폼의 광고 및 플랫폼부문을 분할합병하였다.
2019년 10월 네이버 제2데이터센터를 세종시에 건설하기로 결정되었다.

## 발자취
| 연도 | 월                                              | 내용                                                                            |
| ---- | ----------------------------------------------- | ------------------------------------------------------------------------------- |
| 2015 | 04                                              | 기업용 협업 서비스 전담 자회사 웍스 모바일(Works Mobile) 설립                   |
| 2014 | 09                                              | NIT Service(Next Infocommunications Technology Service)를 계열사로 추가         |
| 2014 | 07                                              | 네이버비즈니스플랫폼(주) 광고 및 플랫폼 사업 부분, 네이버(주)로 합병            |
| 2013 | 12                                              | 캠프모바일, 대만 후스콜 서비스 업체 고고룩 인수                                 |
| 2013 | 08                                              | 엔에이치엔㈜ 게임부문 분할, 존속법인은 네이버 주식회사로 사명 변경              |
| 2013 | 06                                              | 데이터센터 각 설립                                                              |
| 2013 | 04                                              | NHN 재팬, '라인 주식회사'로 사명 변경 및 게임사업 분리                          |
| 2013 | 03                                              | 모바일 사업 전담 자회사 '캠프모바일' 설립                                       |
| 2013 | LINE 글로벌 사업 전담 '라인플러스(LINE+) ' 설립 |                                                                                 |
| 2012 | 08                                              | 싱가포르 법인 NHN SINGAPORE PTE.LTD 설립                                        |
| 2012 | 04                                              | 웹젠과 공동 투자                                                                |
| 2012 | (주)더사랑 계열사로 추가                        |                                                                                 |
| 2012 | 01                                              | NHN 재팬.,네이버 재팬, 라이브도어 등 3개 법인 NHN JAPAN으로 통합                |
| 2011 | 11                                              | 소프트웨어 교육 기관 NHN NEXT 재단 설립                                         |
| 2011 | 09                                              | 칸커뮤니케이션즈(주) (NHN-KT 합작법인) 계열회사로 추가                          |
| 2011 | 04                                              | NTS(NHN Technology Services)(주) 계열사로 추가                                  |
| 2011 | 01                                              | NHN 비즈니스 플랫폼, 네이버에 자체 광고 전면 시행 오렌지크루(주) 계열사로 추가  |
| 2010 | 12                                              | "네이버me" 서비스 시작                                                          |
| 2010 | 07                                              | 윙버스 흡수 합병                                                                |
| 2010 | 07                                              | NHN 소셜엔터프라이즈(現 엔비전스), 고용노동부 사회적 기업 인증 획득             |
| 2010 | 05                                              | NHN 문화재단 설립                                                               |
| 2010 | NHN 그린팩토리로 본사 이전                      |                                                                                 |
| 2010 | 04                                              | NHN재팬, 라이브도어(livedoor.com) 인수                                          |
| 2010 | 투자전문사업 NHN Investment 설립                |                                                                                 |
| 2009 | 07                                              | (주)이토프 계열사로 추가                                                        |
| 2009 | 05                                              | 재단법인 해피빈 설립                                                            |
| 2009 | NHN 기업분할, 'NHN 비즈니스 플랫폼' 출범        |                                                                                 |
| 2009 | 03                                              | 김상헌 NHN 대표이사 취임                                                        |
| 2009 | 01                                              | 미투데이 인수                                                                   |
| 2008 | 12                                              | 매출액 1조원 돌파 (4분기 매출 3151억원, 영업이익 1238억원, 당기순이익 1013억원) |
| 2008 | 11                                              | 코스닥에서 한국증권선물거래소 (코스피)로 이전                                   |
| 2008 | 03                                              | 타이완 법인 NHN Taiwan (중국어: 世聯互動網路有限公司) 설립                      |
| 2007 | 12                                              | 네이버 재팬, NHST 법인 설립                                                     |
| 2007 | 11                                              | 대한민국 인터넷 대상, 대통령상 수상                                             |
| 2007 | 10                                              | 천양현 NHN 재팬 회장 취임, 모리카와 아키라 대표 취임                            |
| 2007 | 08                                              | 남궁훈 NHN USA 대표 취임                                                        |
| 2007 | 05                                              | NHN USA 게임 포털 서비스 이지닷컴 "ijji.com" 서비스 시작                        |
| 2007 | 01                                              | 최휘영 단독 대표제 시작                                                         |
| 2006 | 09                                              | 데이터 관리 솔루션 전문업체 데이터 코러스 인수                                  |
| 2006 | 06                                              | 웹 검색업체 ㈜첫눈 인수                                                         |
| 2006 | 03                                              | 분당벤처타운으로 본사 이전                                                      |
| 2005 | 07                                              | 미국 법인 NHN USA 설립                                                          |
| 2005 | 07                                              | 온라인 기부 포털 해피빈 서비스 시작                                             |
| 2004 | 10                                              | 게임 제작사 NHN 게임스㈜ 설립                                                   |
| 2004 | 06                                              | 중국 해홍사와 "롄종" 공동 경영에 대한 제휴 체결                                 |
| 2004 | 06                                              | 코스닥 업종 시가 총액 1위 기업 등극                                             |
| 2003 | 11                                              | 디지털 콘텐츠 전송 기술 개발업체 퓨처 밸리㈜ 인수                               |
| 2003 | 11                                              | ㈜두산세계대백과 "엔싸이버"와 지식 DB 공동 구축에 대한 제휴 체결                |
| 2003 | 10                                              | NHN 재팬으로 일본 법인 통합                                                     |
| 2003 | 04                                              | 국가고객만족도(NCSI) 조사, 검색 포털 서비스 부문 1위 (한국생산성본부)           |
| 2003 | 03                                              | 소프트웨어 개발업체 ㈜솔루션 홀딩스 인수                                        |
| 2002 | 12                                              | '올해의 인터넷 기업 대상’ 수상(한국인터넷기업협회, 한국기자협회)                |
| 2002 | 12                                              | 소프트웨어 정품사용 모범기업 인증 (한국소프트웨어저작권협회)                    |
| 2002 | 10                                              | 개인정보보호 우수 사이트로 선정, 개인정보보호 마크 취득 (한국정보통신산업협회). |
| 2002 | 10                                              | "지식iN" 서비스 시작                                                            |
| 2002 | 10                                              | 코스닥 등록                                                                     |
| 2002 | 03                                              | 스타 타워로 본사 이전                                                           |
| 2001 | 09                                              | Next Human Network, NHN㈜로 사명 변경                                           |
| 2001 | 07                                              | 네이버 1억 PV 돌파 인증 (한국 ABC 협회)                                         |
| 2000 | 11                                              | 네이버 재팬 법인 설립                                                           |
| 2000 | 09                                              | 한게임 재팬 법인 설립                                                           |
| 2000 | 07                                              | 3개사 인수 (㈜한게임 커뮤니케이션, ㈜원큐, 서치 솔루션㈜)                       |
| 2000 | 04                                              | 새롬기술㈜로부터 250억 원 투자 유치                                             |
| 1999 | 12                                              | 한게임 서비스 시작                                                              |
| 1999 | 06                                              | 어린이 전용 포털 쥬니어네이버 오픈                                              |
| 1999 | 06                                              | 검색 포털 네이버 서비스 시작                                                    |
| 1999 | 06                                              | 네이버컴㈜ 설립                                                                 |

## 자회사
2013년 8월 1일부터 기존의 NHN 계열사 중 NHN엔터테인먼트와 연결된 게임관련 계열사들을 제외한 나머지 계열사들과 연결되었다.
- 네이버 MYBOX: 기업용 클라우드 서비스 및 IT 인프라 제공
- NIT Service(Next Infocommunications Technology Service): 네이버 / 라인서비스 인프라운영 및 보안관제 서비스 제공
- NHN서치마케팅 (NSM): 검색광고 전문 대행사
- NHN I&S: 경영정보 시스템, 경영지원 서비스 제공
- NHN테크놀로지서비스 (NTS): 네이버/한게임 디자인 및 개발
- NHN Arts: 스마트폰 환경의 컨텐츠 및 서비스 개발
- 캠프모바일: 모바일 서비스
- 라인플러스: 스마트폰 모바일 메신저 서비스
- 브레인펍: 모바일 컨텐츠 개발사
- 아이커넥트: 모바일앱 마케팅
- 어메이징소프트: 웹사이트 및 온라인광고 분석업
- 그린웹서비스 (구 NHN서비스): 네이버/쥬니버 서비스 운영 등
- 인컴즈 (구 NHN서비스): 네이버 지식쇼핑 서비스 및 고객센터 업무 등
- 컴파트너스: 쇼핑 서비스 운영, 고객센터 업무 등
- 서치솔루션: 검색기술 개발 및 정보서비스업
- 엔비전스: 공연 및 전시업
- 디바인인터랙티브
- 라인: 해외법인, 웹서비스 사업
- 데이터호텔: 해외법인, 인터넷 포털 서비스
- 포스쿠너: 해외법인, IT시스템, 데이터센터, 클라우드 서비스 사업
- 라인 비즈니스 파트너스 (구 Jlisting Co.)
- 라이브도어 캐리어: 해외법인, 구인 구직 사이트 운영
- NHN차이나: 해외법인, 중국내 NHN 거점 관리법인, 아웃소싱, 사업
- NHN베트남: 해외법인, 정보처리 서비스
- NHN글로벌: 해외법인, 중국사업을 위한 전략적 지주회사
- NHN-PCCS HK
- 라인플레이 (구, 엔에이치엔아츠)
- Line Euro-Americas Corp.

## CEO
- 김상헌 (2009년 4월 ~ 2017년 3월) - 법조인 출신
- 한성숙 (2017년 3월 ~ 2022년 2월) - 첫번째 여성 임원
- 최수연 (기업인) (2022년 3월 ~ 예정) - 두번째 여성 임원, 법조인 출신

## 같이 보기
- 네이버
- 네이버 그린팩토리
- 한게임
- NHN
- 픽